# Mut
Mut ókori egyiptomi anyaistennő. Jellemzői Egyiptom hosszú történelme során többször változtak. Az újbirodalom idején az ország egyik legfontosabb istenségévé vált; férjével, Ámonnal és fiával, Honszuval együtt alkotta a thébai háromságot, akiknek a tiszteletére a karnaki templom nagy része épült. Kultuszának központja, akárcsak Ámoné, Thébában volt.

## Eredete

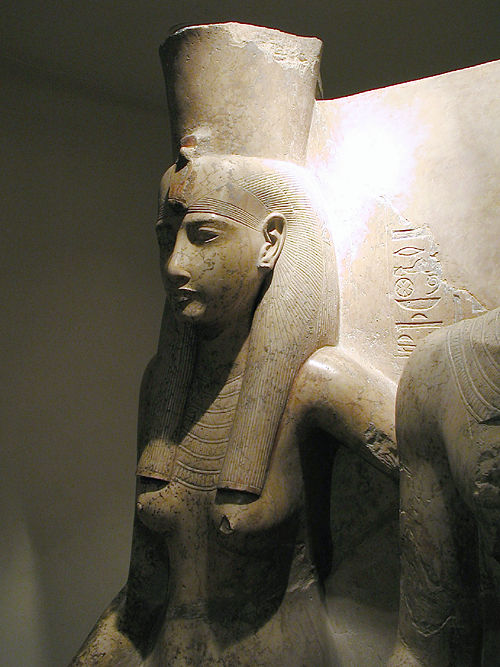
Mut szobra Luxorban

Mut eredetileg helyi istennő volt, feltehetőleg a Delta-vidéken. A középbirodalom idején, amikor Théba a birodalom fővárosa lett és főistene, Ámon Egyiptom főistene, az isten eredeti feleségét, Amaunetet – aki egyszerűen csak Ámon női változata volt – felváltotta a jelentősebb és nagyobb feladatkörű Mut. Ahogy Ámon a fáraók istene lett, Mutot a királynéval azonosították, és a királynék egyik jellegzetes fejdísze is Mut keselyűszárnyait ábrázolta. Théba Ámon előtti főistenét, Montu hadistent a pár örökbefogadta – hármójuk tiszteletére épült a karnaki templom három legfőbb temploma, melyek Ámon, Mut, illetve Montu templomkörzetében állnak –, később azonban Montut Honszu holdisten váltotta fel Ámon és Mut gyermekeként, annak köszönhetően, hogy a Mut karnaki templomát körülvevő iseru (szent tó, amelyet gyakran alakítottak ki oroszlánformában is megjelenő istennők temploma körül) félhold alakú volt.
Mikor több isten és istennő kultusza kezdett beleolvadni Ámon és Mut kultuszába, Mutot azonosították többek közt a szintén keselyű formában ábrázolt Nehbettel és a kobra alakú Uadzsettel – Felső- és Alsó-Egyiptom védőistennőivel –, Ízisszel, még Nut égistennővel is. Ámont azonosítani kezdték a korábbi főistennel, Ré napistennel, így Mut átvette „Ré szemének” funkcióját (korábban Szahmetet, illetve Hathort tartották annak), így azonosult Hathorral és Szahmet oroszlánistennővel, akinek alakja már magába olvasztotta Básztet macskaistennőt és Menehitet.

## Ábrázolásai

Ámon és Mut

Mut ábrázolásai leggyakrabban emberalakúak, néha szárnyakkal, de mutatták keselyűként is, III. Amenhotep idején pedig – amikor azonosították Szahmettel – oroszlánfejjel is ábrázolták. Gyakran ábrázolták a fáraó vagy a királyné koronájával fején. Később, ahogy több más istennő kultusza Mut tiszteletébe olvadt, az ő jellemzőiket is magára vette, és ábrázolták tehénként (Hathor ábrázolásmódja) vagy kobraként (Uadzset) is.
Mut nevének hieroglif jele egy keselyű; ez a jel – ahogy a Mut név is – anyát is jelentett egyiptomi nyelven. Az egyiptomiak a keselyűket nagyon gondoskodó anyáknak látták, azonkívül mivel a hímeket és a nőstényeket nehéz megkülönböztetni egymástól, azt hitték, hogy hím keselyű nincsen, és a nőstények a széltől fogannak meg. Ugyanígy Mut, aki öröktől fogva létezett, maga is a semmiből született, és neki magának sem lehetett gyermeke, ezért örökbefogadta fiát, nem megszülte.

## Kultusza, jelentősége
Egy VI. Ramszesz korabeli papirusz Mutot a természetet átható energiának nevezi. Ő a Nap leánya, és a Nap az ő segítségével halad útján. A II. Ramszesz idején élt Szamut beszámol arról sírfeliratán, hogyan jutott arra a következtetésre, hogy Mut a legfőbb isten: mikor azon gondolkodott, ki a teremtő, rá kellett jönnie, hogy Mut az, ő a legelső minden isten között.
A thébai Mut-ünnep során az istennő szobrát hajón végigúsztatták karnaki, félhold alakú szent taván. Az évente megrendezett Opet-ünnep során Mutot meglátogatta hitvese, Ámon szobra.